# Tivi Magnusson
Tivi Magnusson (født 30. september 1942 i Aarhus) er en dansk filmproducer og har siden 1982 produceret snesevis af danske spillefilm og kortfilm. Han blev i 2005 indvalgt i kanonudvalget for film.
Magnusson er oprindeligt uddannet filminstruktør, men det blev produktionen af filmene, der blev hans erhverv. Han var direktør for Metronome Productions 1984-1988, programchef i Danmarks Radio 1988-1990 og vicesektorchef i Egmont AudioVisuel Group 1990-1995, hvor han med sin søn Kim Magnusson grundlagde M&M Productions.
Han er også medstifter af Dansk Film Akademi og har en række tillidshverv inden for branchen.

## Filmografi som producer (udvalg)
Enten alene eller i co-produktion.
| - Thorvald og Linda (1982) - Min farmors hus (1984) - Hodja fra Pjort (1985) - Barndommens gade (1986) - Skyggen af Emma (1988) - Ernst og Lyset (1995) - Blinkende lygter (2000) - Listetyven (2002) - De grønne slagtere (2003) - Fakiren fra Bilbao (2004) - Adams æbler (2005) - True Spirit (2005) | - Tempelriddernes skat (The Lost Treasure of the Knights Templar) (2006) - Tempelriddernes skat II (The Lost Treasure of the Knights Templar II) (2007) - With Your Permission (2007) - Frode og alle de andre rødder (2008) - Tempelriddernes skat III (The Lost Treasure of the Knights Templar III: The Mystery of the Snake Crown) (2008) - Make My Day (2008) - The Pig (2009) - The Funeral (2009) - Monsterjægerne (2009) - At World's End (2009) - The New Tenants (2009) |

## Ekstern henvisning
- Tivi Magnusson på Internet Movie Database (engelsk)
- Tivi Magnusson på Filmdatabasen
- Tivi Magnusson på danskefilm.dk
- Tivi Magnusson på Scope
- Tivi Magnusson på Svensk Filmdatabas (svensk)
- Tivi Magnusson på AlloCiné (fransk)
- Tivi Magnusson på AllMovie (engelsk)
- Tivi Magnusson på The Movie Database (engelsk)